# Greenwood (Mississippi)
Pour les articles homonymes, voir Greenwood.
La ville de Greenwood est le siège du comté de Leflore, situé dans l'État du Mississippi, aux États-Unis.
La ville est située sur la partie orientale du Mississippi. La rivière Yazoo née ici de la confluence des rivières Tallahatchie et Yalobusha.
Au recensement de l'an 2000, la population était estimée à 18 425 habitants.
Le 16 août 1938 le bluesman Robert Johnson y décède dans un bar.